# Manchester Monarchs (ECHL)
Die Manchester Monarchs waren ein US-amerikanisches Eishockeyfranchise aus Manchester, New Hampshire. Das Team spielte zwischen den Saisons 2015/16 und 2018/19 in der ECHL und fungierte in dieser Zeit als Farmteam der Los Angeles Kings.

## Geschichte
Im Januar 2015 gab die American Hockey League eine umfangreiche Umstrukturierung zur Saison 2015/16 bekannt, in deren Rahmen eine neue Pacific Division gegründet wurde. In der Folge tauschten alle in Kalifornien angesiedelten ECHL-Franchises mit ihren AHL-Kooperationspartnern die Plätze. Im Falle der Manchester Monarchs blieben dabei beide Teamnamen erhalten, sodass die AHL-Manchester Monarchs als Ontario Reign in der AHL spielten, während die ECHL-Ontario Reign fortan als Manchester Monarchs am Spielbetrieb der ECHL teilnahmen. Kooperationspartner beider Teams blieben die Los Angeles Kings. Als erster Cheftrainer der Monarchs wurde Richard Seeley vorgestellt.
Bereits nach dem ersten ECHL-Jahr der Monarchs wurde das Franchise von der Anschutz Entertainment Group, die auch Eigentümer der Los Angeles Kings sind, an PPI Sports verkauft. Die Anbindung als Farmteam der Kings blieb jedoch erhalten. Im Januar 2019 wurde verkündet, dass das Team abermals einen neuen Eigentümer sucht. Als dieser bis zum Ende der Spielzeit 2018/19 nicht gefunden werden konnte, stellte die Mannschaft den Spielbetrieb ein.